# دارين جوردن
دارين جوردن (بالإنجليزية: Darren Jordon)‏ (مواليد 23 نوفمبر 1960 في لندن ، إنجلترا ) هو صحفي بريطاني يعمل لحساب قناة الجزيرة الإخبارية في تقديم نشرات أخبارية عن الشؤون الراهنة على مدار 24 ساعة باللغة الإنجليزية، قناة تعرف باسم الجزيرة الإنجليزية .

## روابط خارجية
- دارين جوردن على موقع IMDb (الإنجليزية)